# Nao (Glocke)

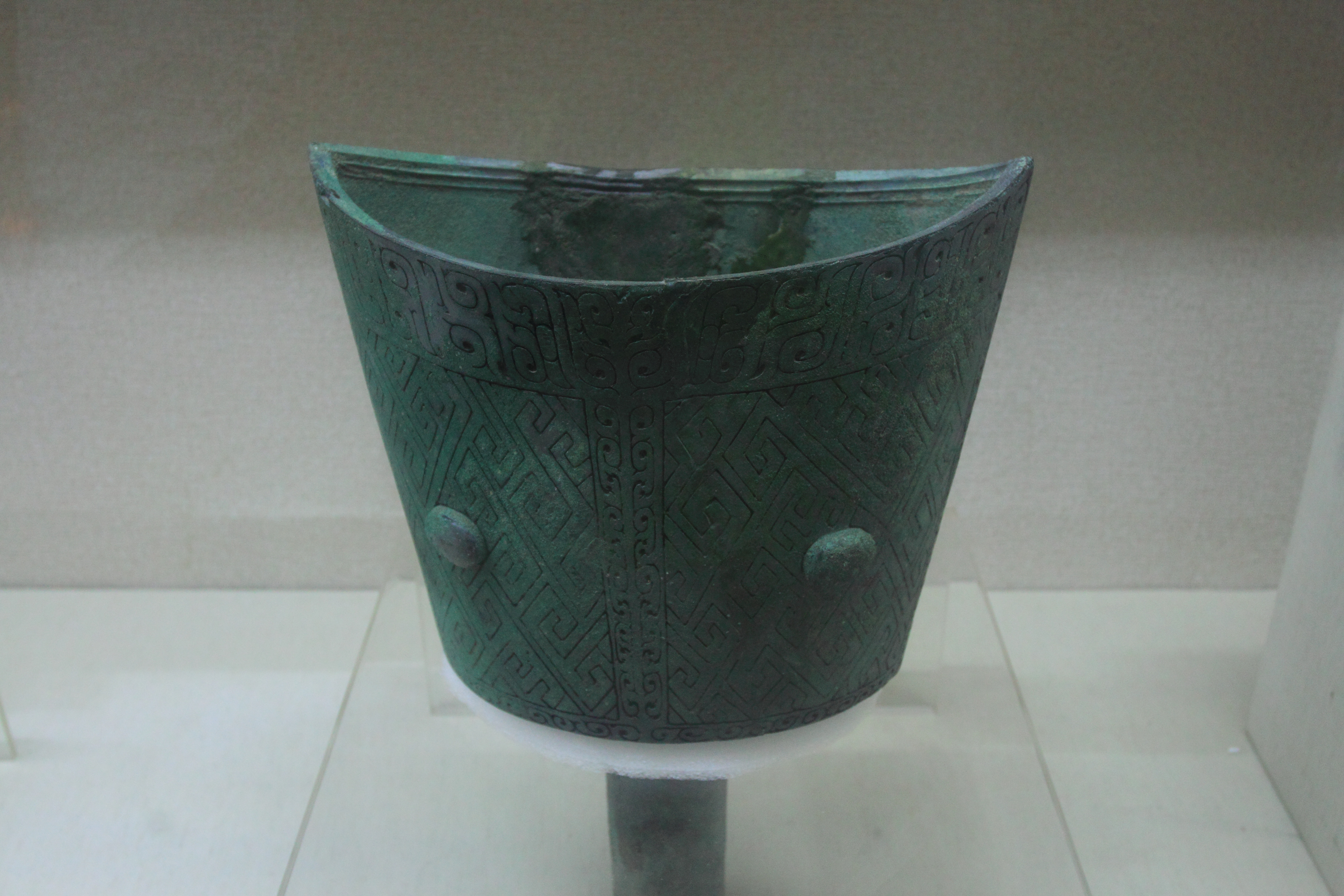
Nao-Glocke aus Dayangzhou im Kreis Xingan, Provinz Jiangxi, aus der Zeit der Shang-Dynastie (12. Jahrhundert v. Chr.)

Nao (chinesisch 鐃 / 铙, Pinyin náo), auch Shang nao (商鐃 / 商铙,  shāngnáo), ist eine kleine chinesische Ritualglocke ohne Klöppel aus Bronze. Die nao war bereits in der Zeit der Shang-Dynastie bekannt. Sie wurde mit der Öffnung nach oben gehalten und mit einem Schlägel angeschlagen. Es wurden auch aus mehreren Glocken, meist drei, zusammengesetzte biannao-Glockenspiele (编铙,  biānnáo) gefunden, ein berühmtes aus fünf Glocken stammt aus dem Grab der Fu Hao.